# Yūgo Masukake
Yūgo Masukake (japanisch 升掛 友護 Masukake, Yūgo; * 24. August 2003 in der Präfektur Saitama) ist ein japanischer Fußballspieler.

## Karriere
Yūgo Masukake erlernte das Fußballspielen in der Jugendmannschaft von Kashiwa Reysol. Hier unterschrieb er am 1. Februar 2022 auch seinen ersten Profivertrag. Der Verein aus Kashiwa, einer Stadt in der Präfektur Chiba, spielte in der ersten japanischen Liga. Sein Erstligadebüt gab Yūgo Masukake am 20. März 2022 (5. Spieltag) im Auswärtsspiel gegen Nagoya Grampus. Hier wurde er in der 87. Minute für Mao Hosoya eingewechselt. Das Spiel endete 1:1. Im Juli 2023 wechselte er auf Leihbasis zum Drittligisten Ehime FC. Am Ende der Saison, in der er fünf Ligaspiele bestritt, feierte er mit Ehime die Meisterschaft und den Aufstieg in die zweite Liga. Nach der Ausleihe kehrte er im Januar 2024 zu Kashiwa zurück. Nach insgesamt elf Ligaspielen wechselte er im Februar 2025 zum brasilianischen Verein Maringá FC.

## Erfolge
Ehime FC
- Japanischer Drittligameister: 2023  ▲